# پی (فرانسه)
پی (فرانسه) (به فرانسوی: Pey) یک کامین در فرانسه است که در اوپیرنه واقع شده‌است.

## خصوصیات
پی ۱۳٫۸۵ کیلومترمربع مساحت و ۶۵۶ نفر جمعیت دارد و ۳۰ متر بالاتر از سطح دریا واقع شده‌است.